# Мадонна во славе (картина Фьорентино)
«Мадонна во славе» («Мадонна с Младенцем и ангелами») — картина итальянского художника эпохи Возрождения Россо Фьорентино из собрания Государственного Эрмитажа.
Картина демонстрирует ряд совершенно новаторских решений в живописи Возрождения: как отмечала ведущий специалист Эрмитажа Т. К. Кустодиева, «эрмитажная картина — своего рода манифест нового направления во флорентийском искусстве, маньеризма». В этой работе художник решительно порывает с уже сложившимся каноном Высокого Возрождения и предлагает вниманию весьма экстравагантную для того времени композицию картины. 
Мадонна сидит на облаке, опираясь ногами на ангелов-путти, её взгляд направлен в сторону от Младенца, вообще взгляды всех персонажей картины направлены в абсолютно разные стороны, демонстрируя полную эмоциональную разобщённость. Сам Младенец, в нарушение всех традиций, изображён в виде уже сформировавшегося ребенка лет пяти-шести. Мадонна испускает холодное голубовато-зелёное сияние, а снизу её и ангелов освещает тёплый оранжевый свет. В верхних углах картины клубящиеся сине-зелёные облака формируют призрачные абрисы чьих-то лиц, создавая тревожное настроение.
Подавляющее большинство исследователей (в том числе и хранители Эрмитажа) признают авторство Россо, за исключением Лонги и Костаманьи, которые считают автором Педро Мачуку. Время создания картины также не установлено, однако Россо только в 1517 году вступил в гильдию флорентийских живописцев, и считается, что его работы до этого времени неизвестны. Ряд исследователей считает, что картина была создана в период 1519—1523 годов, в Эрмитаже придерживаются аналогичной датировки.

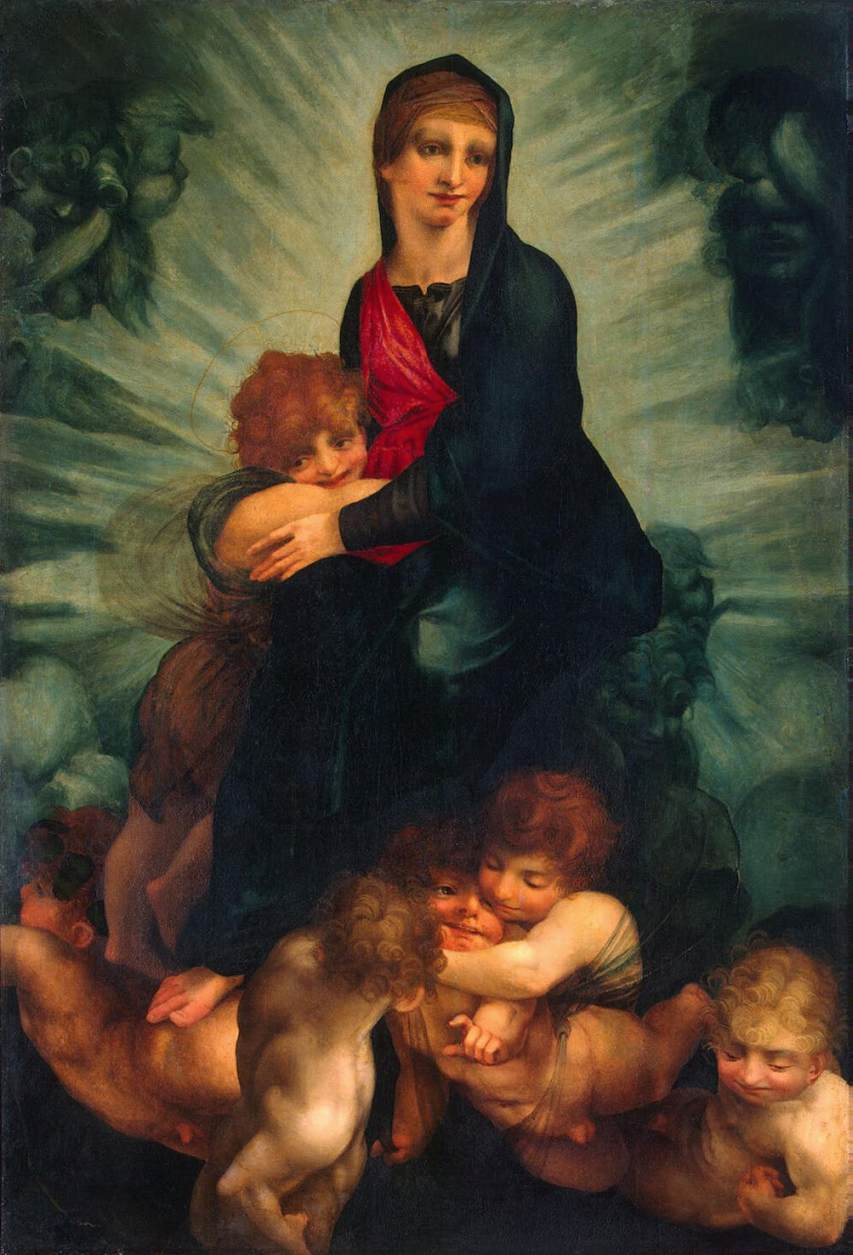
«Мадонна с младенцем и ангелами». Вид картины до реставрации.

Картина была написана на доске, ранняя история её владения невыяснена, куплена в Париже для Эрмитажа в 1810 году при посредничестве директора Лувра барона Доминика Виван-Денона. Поскольку доска была сильно изъедена жуком-точильщиком то в 1862 году картина прошла первую реставрацию и была переведена с дерева на холст. 
В начале XXI века картина опять прошла реставрацию, по окончании которой 14 февраля 2018 года была выставлена в Аполлоновом зале Зимнего дворца; тогда же было уточнено официальное название картины — «Мадонна во славе» (ранее в каталогах Эрмитажа она значилась как «Мадонна с Младенцем и ангелами». В процессе реставрационных работ за счет снятия старого загрязненного лака и расчистки от позднейших неумелых реставрационных записей была существенно изменена колористика картины, на голове одного из путти выявился лавровый венок, контуры фигур и детали стали гораздо чётче.